# 卢森堡危机

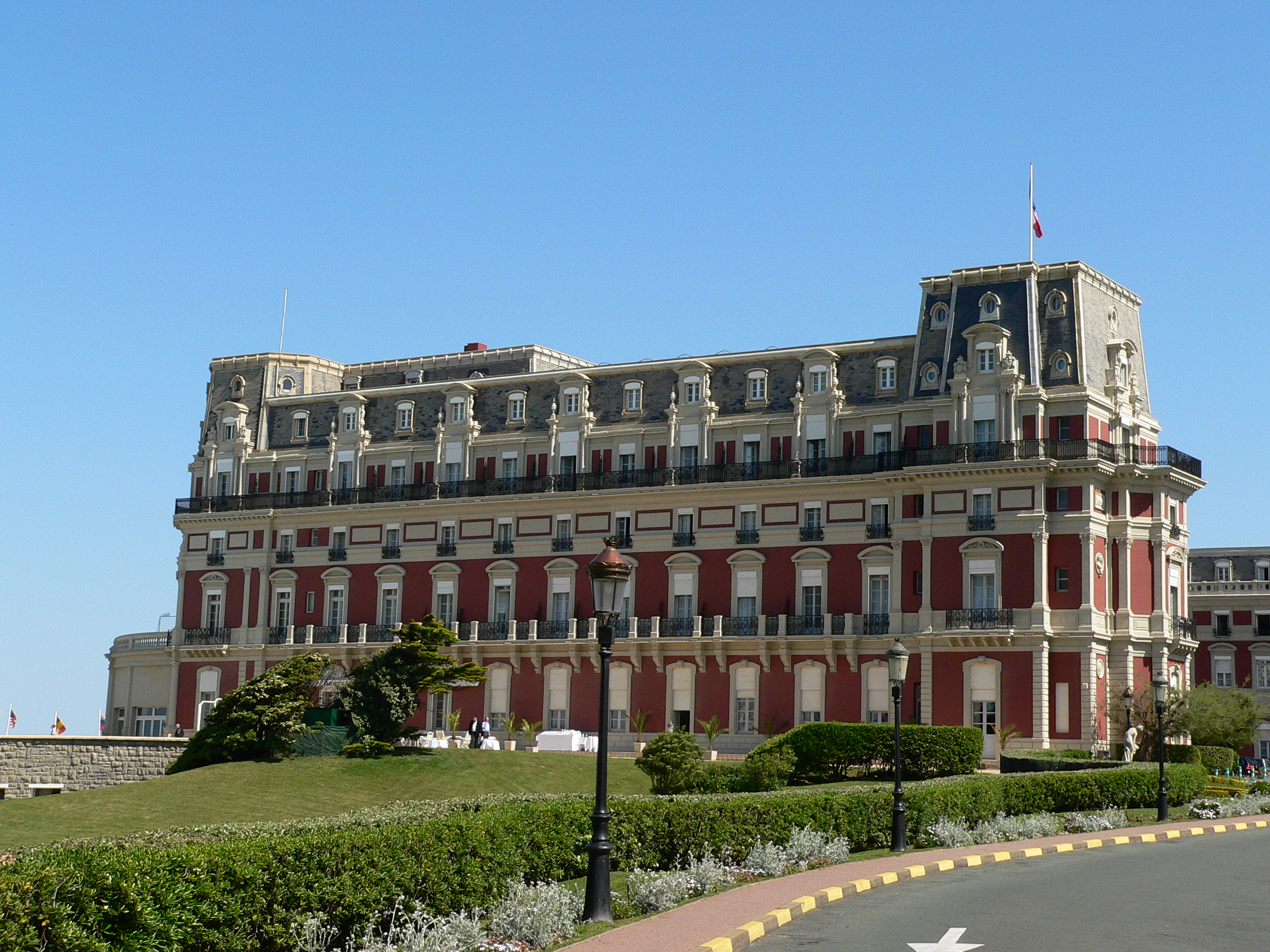
法国比亚里茨的尤金妮宫，拿破仑三世和俾斯麦在此进行了关键谈判

卢森堡危机（英語：Luxembourg Crisis）是1867年法兰西帝国与普鲁士之间围绕卢森堡的政治地位问题的外交纠纷及对立。此次对立差点导致双方开战，但最后由《伦敦条约》和平解决了危机。

## 背景
卢森堡城有着世界上数一数二的堡垒，由沃邦元帅设计，号称“北方的直布罗陀”。自1815年维也纳会议以来，卢森堡大公国与尼德兰王国便是共主邦联。在对普鲁士的一次外交让步中，卢森堡加入了德意志邦联，并有普鲁士数千驻兵。1830年的比利时革命将卢森堡一分为二，威胁荷兰对剩余地区的统治。因此，荷兰的威廉一世让卢森堡加入了德意志关税同盟，以减弱法国及比利时在经济和文化上对卢森堡的影响。

## 普奥战争

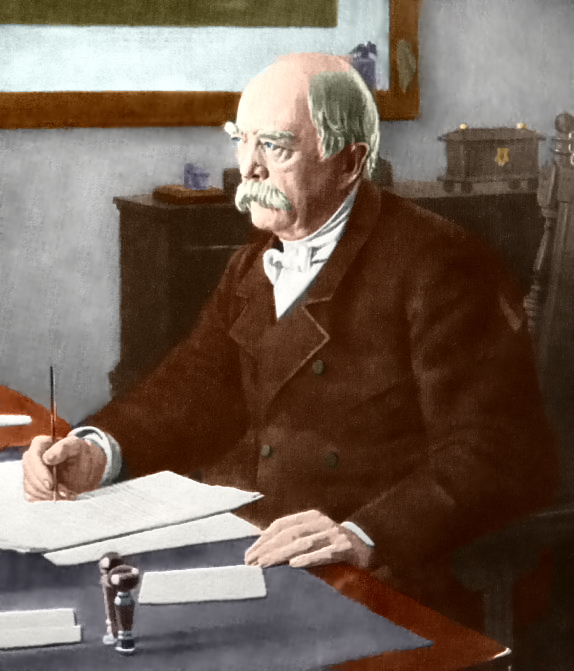
奥托·冯·俾斯麦的非承诺性的答复鼓励了拿破仑三世

1864年第二次石勒苏益格战争使德意志民族主义日益高涨，到了1865年，普鲁士明显想要挑战奥地利帝国在德意志邦联中的地位。虽然拿破仑三世出于平衡两大势力的想法，使法国保持中立，但像大多数欧洲国家一样，他希望奥地利获胜。但是他却不能作为奥地利的同盟介入战争，因为这样做会危及法国与统一后的意大利的关系。
结果，1865年10月4日在法国的比亚里茨，拿破仑向普鲁士首相俾斯麦保证法国中立，希望这样可以增加法国在莱茵河西岸领土问题上的谈判筹码。俾斯麦拒绝割让任何莱茵兰的土地，但他提出可以承认法国对比利时及卢森堡的统治权，虽然没有任何书面上的担保。
当普鲁士与奥地利于1866年开战时（亦称七周战争），对欧洲造成了很大震动。普鲁士很快便打败了奥地利及其盟友，将奥地利逼上了谈判桌。拿破仑三世居中调停，结果签订了布拉格条约，德意志邦联解散，成立了以普鲁士为首的北德意志邦联。

## 法方提议

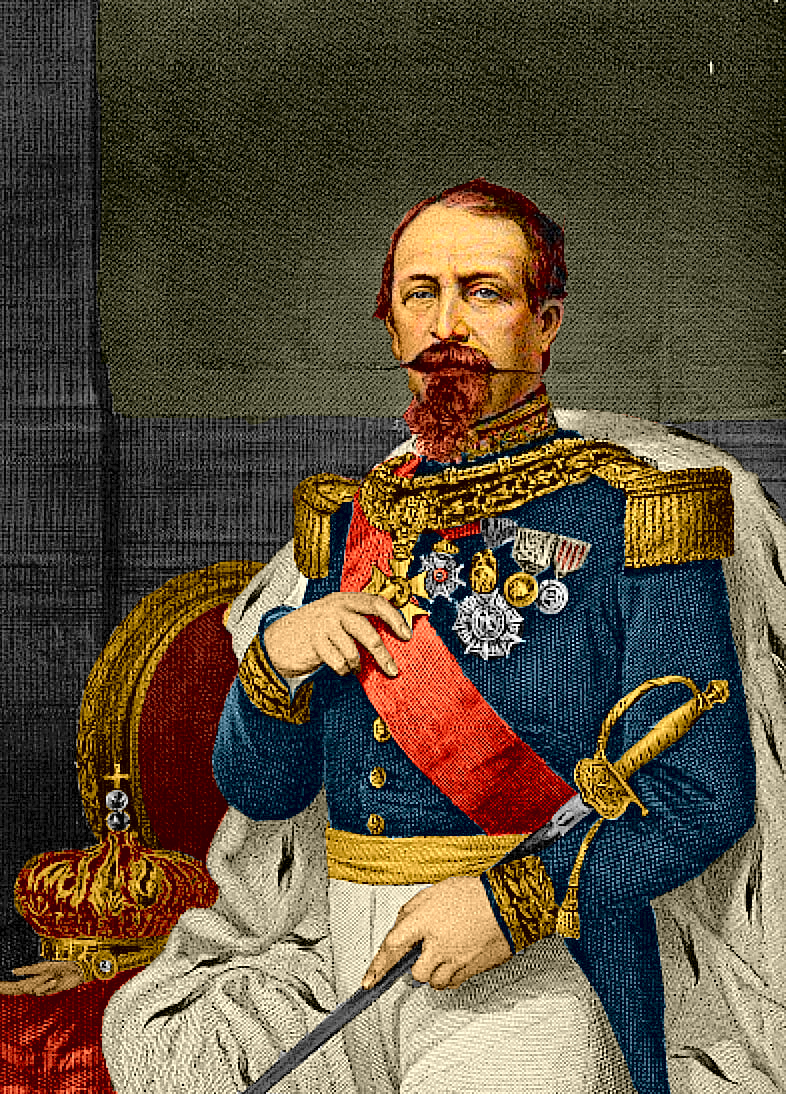
拿破仑三世，他对普鲁士态度等的误判导致了危机的升级

以为俾斯麦会遵守承诺，法国政府向荷兰的威廉三世以5,000,000盾购买卢森堡。而深陷经济危机的威廉三世于1867年3月23日接受了该条件。
但法国吃惊地发现俾斯麦反悔了。德意志舆论强烈反对这项交易，俾斯麦的态度屈从于北德意志的民族主义报刊。俾斯麦违背了他在比亚里茨对拿破仑三世所做的诺言，并以战争相威胁。俾斯麦不仅将大部北德意志统一在普鲁士王冠下，还与南德诸邦在10月10日达成了秘密协定。
其他国家担心战争爆发可能会将他们也卷入，所以都匆忙提出妥协的提议。奥地利外相博伊斯特伯爵（Count Friedrich Ferdinand von Beust）提议将卢森堡转给中立的比利时，作为补偿法国可得到比利时的土地。但比利时国王利奥波德二世拒绝割让他的任何领土，破坏了博伊斯特的提议。
愤怒的德意志舆论及出现的僵局让拿破仑三世考虑让步，他也不想让自己在其他列强眼里显得过于侵略性。所以，他只要求普鲁士从卢森堡城撤军，并以战争相威胁。俄皇亚历山大二世提议在伦敦举行国际会议以避免战争。英国非常乐于主办该场会议，因为他们害怕见到卢森堡被任何势力吞并，这会削弱他们在大陆上的战略盟友比利时。

## 伦敦会议
所有列强都被邀至伦敦以得出一个可避免战争的协议。由于显然任何列强都不会接受卢森堡并入法国或北德意志邦联任何一方，讨论集中在卢森堡中立性的条款上。结果是俾斯麦一方胜出，虽然普鲁士必须从卢森堡城撤军，但卢森堡仍将留在德意志关税同盟。

### 脚注
1. ↑  Trausch 1983，第53頁.
2. ↑  Calmes 1989，第325-7頁.
3. ↑  拿破仑三世本人亦曾加入过烧炭党，并在之前帮助过撒丁王国。
4. ↑  Fyffe 1895，ch. XXIII.
5. 1 2  Fyffe 1895，ch. XXIV.
6. ↑  Moose 1958，第264-5頁.